# Dívida pública do Brasil
A dívida pública do Brasil é o valor que o Estado brasileiro deve, externa e internamente, por meio de seus diversos compromissos financeiros. A captação de recursos é feita através de emissão de títulos públicos (chamada dívida mobiliária) ou estabelecendo contratos com entes públicos ou privados (dívida contratual).
Existem quatro objetivos que justificam a existência de dívida pública:
1. financiar o déficit público;
2. propiciar instrumentos adequados à realização da política monetária (no caso específico da dívida interna);
3. criar referencial de longo prazo para financiamento do setor privado, uma vez que as emissões públicas, dados seu alto volume e menor risco de crédito, servem como referência para a precificação de dívida privada;
4. propiciar a alocação de recursos entre gerações, na medida em que (a depender do prazo dos instrumentos de financiamento) à geração futura caberá o pagamento das despesas realizadas no presente com recursos oriundos do endividamento.

No caso do Brasil, pode-se dizer que até a década de 1960, o que motivou a elevação da dívida pública foi a criação de instrumentos que permitissem o financiamento dos investimentos e despesas públicas sem que fossem geradas pressões inflacionárias. Depois disso, os esforços concentraram-se no sentido da criação de um instrumento mais adequado à realização da política
monetária.

## História

### Brasil Colônia
Desde os séculos XVI e XVII, ainda no período colonial, alguns governadores da Colônia fizeram empréstimos. Nessa época, os empréstimos da época confundiam-se com empréstimos pessoais dos governantes. Em relação a essa época, quase tudo é desconhecido, existindo poucas informações sobre o tamanho da dívida, a finalidade dos empréstimos, as condições em que esses eram feitos, etc.
Os primeiros registros conhecidos de escrituração das finanças da Colônia são da época do vice-rei Luís de Vasconcelos e Souza. Desse modo, há registros de déficits anuais superiores a 100 contos, entre 1761 e 1780, que elevaram a dívida pública, naquele último ano, a mais de 1.200 contos.
Em 1799, Dom João VI determinou o pagamento da dívida apurada, e de outras, ainda não relacionadas, por meio de apólices que vencessem juros de 5% ao ano, trata-se do marco fundacional da dívida de Portugal no Brasil.
Nesse contexto, também merecem destaque:
- a Carta Régia de 24 de outubro de 1800, que estabeleceu critérios e procedimentos para determinar a legalidade das dívidas[3];
- o Alvará de 9 de maio de 1810, que declarou que as dívidas contraídas até 1797 eram antigas[4]; e
- o Decreto de 12 de outubro de 1811, que previa que previa o pagamento de juros e de amortização de 3% ao ano.

Em 1821, a situação financeira deixada por Dom João VI quando de seu regresso a Portugal era crítica, pois a maior parte das reservas de moeda de ouro e de prata existentes foi transferida para Lisboa na frota que conduziu o rei.
Antes da Independência, uma comissão nomeada pelo então príncipe regente, Pedro de Alcântara, que depois seria conhecido como Pedro I, calculou que a dívida passiva de Dom João VI chegava a 9.870:918$092.
Em 30 de julho de 1822, foi assinado um Decreto que autorizou a contração de empréstimos no valor de montante de 400:000$, com prazo de dez anos, com juros de 6% ao ano e que tinha como com garantia as rendas da Província do Rio de Janeiro, durante os meses que antecederam a Independência. Esse empréstimo ficaria conhecido como o "Empréstimo da Independência". A subscrição foi superior à necessária, o que permitiu uma contratação complementar nas mesmas condições, em 27 de outubro, para atender às despesas com a consolidação da Independência.

### Brasil Império
Em linhas gerais, pode-se dizer que durante a época do Brasil Império:
1. criou-se a primeira agência de administração da dívida pública;
2. institucionalizou-se a dívida interna;
3. os mecanismos e os instrumentos de financiamento foram ampliados; e
4. realizaram-se operações de reestruturação de dívida (operações de gestão de passivo).

Essa etapa histórica pode ser dividida em dois períodos:
1. entre 1822 e 1850: um período de embates e consolidação;
2. entre 1850 e 1889: um período “sobretudo de construção”.

Durante o século XIX, o Brasil teve sucesso na emissão de montantes elevados de dívida interna de longo prazo em moeda local e na capacidade de honrar seus compromissos externos. Em uma época que isso não ocorria nos demais países latino-americanos. Nesse contexto merece destaque a separação de poderes instituída pela Constituição de 1824, que eliminou a possibilidade do Imperador unilateralmente tributar, gastar, adquirir empréstimos ou decretar uma moratória.
Entretanto, no que tange à dívida pública interna, cabe destacar que a partir da publicação da Lei nº 91, de 23 de outubro de 1839, ocorreu uma suspensão do resgate de títulos.
Em 20 de setembro de 1825, Dom Pedro I assinou um Decreto que nomeou uma comissão para promover a apuração e a institucionalização da dívida pública interna no Brasil.
Com base no trabalho dessa comissão, em 15 de novembro de 1827 foi assinada uma Lei que estabeleceu o arcabouço legal básico para a política de endividamento no Brasil, que sofreu poucas alterações até a criação do Banco Central do Brasil.
Essa Lei tinha 4 Títulos:
1. Do reconhecimento da dívida pública;
2. Da legalização da dívida pública;
3. Da fundação da dívida interna; e
4. Do estabelecimento da Caixa de Amortização, que foi o primeiro órgão responsável pela administração da dívida pública interna e externa.

Dentre as disposições dessa Lei, merecem destaque:
1. o reconhecimento das dívidas contraídas passadas até 1826 (à exceção daquelas que se achavam prescritas pelo Alvará de 9 de maio de 1810);
2. o estabelecimento de regras para a inscrição de todas as dívidas reconhecidas, via registro no "Grande Livro da Dívida do Brasil", e, no caso de dívidas provinciais, no respectivo "Livro Auxiliar do Grande Livro", que deveria ser rubricado e encerrado pelo presidente da província respectiva[8] [6];

#### Caixa de Amortização
No que tange à "Caixa de Amortização", dois aspectos merecem destaque:
1. a independência da caixa do Tesouro Público; e
2. os procedimentos de controle, prestação de contas e transparência da gestão do órgão, que incluíam a obrigação de apresentação anual pela junta do balanço geral da Caixa à Câmara dos Deputados e a publicação semestral, pela imprensa, de todas as operações da Caixa e de suas filiais.

Em 1945, com a criação da Superintendência da Moeda e do Crédito (Sumoc), embrião do futuro Banco Central, a Caixa de Amortização deixou de ser responsável pela administração do meio circulante. Em 1967, todas as atribuições da Caixa de Amortização da Dívida foram transferidas para o Banco Central do Brasil.

#### Montantes da dívida interna
Tabela da evolução do montante da Dívida Pública Interna em contos de réis entre 1827 e 1889
| Ano  | Montante |
| ---- | -------- |
| 1827 | 12.000   |
| 1840 | 31.700   |
| 1860 | 63.700   |
| 1880 | 403.700  |
| 1889 | 435.500  |

Em 1884, 21% da receita orçamentária era destinado às despesas anuais com o pagamento de juros da dívida interna, nesse contexto, foi publicada a Lei nº 3.229, de 3 de setembro de 1884, que, em seu art. 7º, permitia a conversão de títulos que pagavam juros de 6% a.a. por outros que pagariam juros de 5% a.a.
No momento da Proclamação da República, calculava-se que apenas 30% dos gastos totais do Império haviam sido cobertos por impostos e outras receitas, enquanto que 70% foram financiados por meio da emissão de dívidas.

#### Dívida externa
Entre 1824 e 1888, foram contraídos 15 empréstimos externos, além disso, por conta da Convenção Secreta Adicional ao Tratado de 29 de agosto de 1825, o Brasil assumiu a responsabilidade pelo empréstimo contraído por Portugal, em 1823, no valor de 1.400.000 Libras Esterlinas. Maior parte dos empréstimos foram contraídos junto aos bancos da Família Rothschild.
O aumento expressivo do endividamento externo na década de 1860, decorre, em grande parte, das despesas com a Guerra do Paraguai.
A dívida pública externa no período imperial era composta quase exclusivamente por empréstimos do Império. Somente a partir de meados da década de 1880 que províncias e municípios começam a se endividar.

### Período Republicano

#### Dívida interna entre 1889 e 1963
Nesse período a dívida interna ainda foi gerida pela Caixa de Amortização, instituída em 1827, e manteve relativa estabilidade, o período foi marcado por dificuldades de financiamento interno e externo e reestruturações.
Nos primeiros anos da República a gestão da dívida pública passou por grandes dificuldades, em parte decorrentes do fato de que, desde 1839 deixou de haver resgate dos títulos em, o que afetou a credibilidade do Tesouro Nacional.
Nessa época todos os títulos em circulação ainda eram nominativos e o procedimento para a sua transferência não era simples, o que reduzia a liquidez dos credores e, consequentemente, o interesse em adquirir novos títulos da dívida interna brasileira.
Rui Barbosa, primeiro ministro da Fazenda da República, tentou regularizar o resgate dos títulos e instituir a emissão de títulos ao portador, entretanto, essas iniciativas não prosperaram devido à sua saída, em janeiro de 1891.
Na prática, a primeira emissão de títulos ao portador ocorreu somente em 1903, e outras emissões desse tipo de título, somente ocorreriam em a partir de 1917, em decorrência da Lei nº 3.232, de 15 de janeiro de 1917 regulamentou-se também a possibilidade de substitutir títulos nominativos por títulos ao portador (
Em 1902, ocorreu uma consolidação, que tentou resolver o problema de alta fragmentação da dívida, na qual, quase totalidade dos títulos em circulação foi trocada por novos títulos nominativos, no valor de 529.750 contos de réis, que renderiam juros de 5% a.a.
Entretanto, até 1956, quando ocorreria uma nova consolidação, foram emitidas 145 autorizações para emissão de títulos, com elevada falta de padronização nas suas características, o que fez com que voltasse a ocorrer a fragmentação da dívida.
A partir de 1942, ocorreram emissões para financiar o esforço de guerra (Segunda Guerra Mundial) que elevaram significativamente o montante da Dívida Interna. Grande parte dos recursos obtidos para financiar o esforço de guerra, ocorreu por meio de empréstimos compulsórios.
Entre 1942 e 1949, o total de títulos públicos em circulação cresceu praticamente dobrou.
Entre 1950-1963, a taxa de crescimento nominal foi de apenas 1% a.a. Nesse período, as únicas emissões foram das Obrigações de Reaparelhamento Econômico, obtidas por meio de empréstimos compulsórios, a partir de 1958.
Nessa época, as dificuldades financeiras fizeram com que o Tesouro Nacional passasse anos seguidos sem pagar os juros ou resgatar os títulos em circulação. Além a inflação era superior aos juros, o que fazia com que os rendimentos reais fossem negativos. Esse contexto dificultava o financiamento dos déficits orçamentários crescentes, especialmente a partir de meados da década de 1950. Diante da incapacidade para aumentar a carga tributária, o governo financiou a quase totalidade de seus déficits por meio da emissão de moeda, o que elevou as pressões inflacionárias.
A tabela abaixo mostra os montantes dos déficits orçamentários do governo federal, emissão de moeda e (emissão - resgate) de títulos, expressos em milhões de cruzeiros, no período compreendido entre 1954 e 1963. Cabendo salientar que maior parte dos valores financiados com títulos, a partir de 1958, foi obtido por meio de empréstimos compulsórios.
| Ano  | Déficit | Emissão de moeda | (Emissão - Resgate) de Títulos |
| ---- | ------- | ---------------- | ------------------------------ |
| 1954 | 4,0     | 3,8              | -2,5                           |
| 1955 | 5,7     | 7,7              | 0,0                            |
| 1956 | 23,9    | 24,4             | 0,2                            |
| 1957 | 41,2    | 38,4             | 0,0                            |
| 1958 | 30,7    | 19,0             | 9,4                            |
| 1959 | 40,5    | 31,9             | 8,9                            |
| 1960 | 76,6    | 75,4             | 7,2                            |
| 1961 | 137,5   | 128,9            | 1,5                            |
| 1962 | 280,9   | 223,8            | 22,8                           |
| 1963 | 504,7   | 424,4            | 55,5                           |

Em 1956 e 1962, foram realizadas duas grandes operações de consolidação de passivos. Em 1956, foi publicada uma lei de reestruturação do serviço da Dívida Interna Federal com o objetivo
de padronizar a dívida e melhorar seu controle. Essa lei atendeu a interesses de instituições financeiras que enfrentavam dificuldades em adquirir títulos em quantidade suficiente para atender a recolhimentos compulsórios. Isso ajudou a reduzir a fragmentação da dívida pública, numa época na qual existiam em circulação mais de 130 tipos de títulos.
A consolidação de 1956 agrupou todos os empréstimos em circulação em quatro graus, uniformizando o prazo de resgate para cada grau e estabelecendo novos prazos mínimos de amortização: 21, 32, 36 e 68 anos. Entretanto, os juros não foram uniformizados. Infelizmente o prazo dos novos títulos foi considerado muito longo pelo mercado financeiro.
Em 1962, foi publicada a Lei nº 4.069, de 11 de junho de 1962, instituiu os Títulos de Recuperação Financeira para unificar a dívida interna da União, substituindo todos os títulos da Dívida Interna Federal, com exceção das Obrigações de Reaparelhamento Econômico. Desse modo, os juros foram unificados em 7% anuais. Nessa consolidação foi introduzida uma nova modalidade de resgate, que passou a ser efetuado a partir do exercício seguinte ao de sua emissão, em vinte prestações anuais iguais, cada uma equivalente a 5% do valor nominal do título. Isso foi uma inovação em relação à tradição inaugurada em 1827, segunda a qual o resgate dos títulos públicos era feito por compra, quando cotado abaixo do par, ou por sorteio de percentual do total da emissão, sendo os títulos adquiridos ou sorteados integralmente amortizados.

#### Dívida externa entre 1889 e 1963
A partir da década de 1890, ocorreram sucessivas crises na balança de pagamentos.
Em 1898 e 1914 ocorreram empréstimos de consolidação (funding loans), que permitiram a retomada do endividamento externo no médio prazo.
Na década de 1920, começam a predominar os empréstimos em dólares, que naquela década, já representavam 75% das entradas, no Brasil, de recursos externos decorrentes de empréstimos.
Em 1931, ocorreu um novo empréstimo de consolidação, que deu início a uma longa negociação que durou até o acordo permanente da dívida externa de 1943, que, finalmente, permitiu a retomada do endividamento externo no médio prazo.
Depois disso, o país enfrentaria um longo período sem empréstimos externos privados até meados da década de 1960.
A tabela a seguir mostra os saldos, entre 1825 e 1955, em milhões das respectivas moedas, calculados em 31 de dezembro dos anos descritos nas linhas da tabela, dos empréstimos públicos externos brasileiros lançados antes de 1931 .
| Ano  | Libras | Francos      | Dólares | Florins | Total em libras |
| ---- | ------ | ------------ | ------- | ------- | --------------- |
| 1825 | 4,1    | 0            | 0       | 0       | 4,1             |
| 1840 | 5,6    | 0            | 0       | 0       | 5,6             |
| 1865 | 13,0   | 0            | 0       | 0       | 13,0            |
| 1875 | 20,4   | 0            | 0       | 0       | 20,4            |
| 1885 | 23,2   | 0            | 0       | 0       | 23,2            |
| 1895 | 37,5   | 1,5          | 0       | 0       | 39,0            |
| 1900 | 42,4   | 1,5          | 0       | 0       | 43,9            |
| 1905 | 83,3   | 5,0          | 0       | 0       | 88,3            |
| 1913 | 129,1  | 902          | 0       | 0       | 166,0           |
| 1920 | 135,2  | 900          | 0       | 0       | 172,1           |
| 1930 | 163,0  | 1.850        | 371,2   | 0       | 254,4           |
| 1940 | 152,6  | 748,8        | 334,7   | 6,5     | 241,0           |
| 1950 | 51,9   | 1.708 (1951) | 154,3   | 6,4     | 114,4           |
| 1955 | 28,4   | 411 (1956)   | 99,2    | 3,6     | 64,7            |

A tabela a seguir mostra a evolução dos montantes da dívida externa, com valores expressos em contos de réis, entre 1830 e 1940, juntamente com outros indicadores econômicos, como valores de exportações, do custo do serviço da dívida e das receitas públicas, que permitem compreender melhor a dimensão concreta da dívida externa.
| Ano       | Dívida externa | Exportações | Razão dívida/exportações | Serviço da dívida externa | Razão serviço/exportações | Receita   | Razão serviço/receita |
| --------- | -------------- | ----------- | ------------------------ | ------------------------- | ------------------------- | --------- | --------------------- |
| 1830      | 59.013         | 35.135      | 1,68                     | 3.289                     | 0,0936                    | 16.779    | 0,1960                |
| 1840/1841 | 40.995         | 57.727      | 0,71                     | 2.087                     | 0,0361                    | 16.311    | 0,1280                |
| 1850/1851 | 38.181         | 67.788      | 0,56                     | 3.547                     | 0,0523                    | 32.697    | 0,1084                |
| 1860/1861 | 52.281         | 123.171     | 0,42                     | 5.151                     | 0,0418                    | 50.052    | 0,1029                |
| 1870/1871 | 130.660        | 168.000     | 0,78                     | 11.044                    | 0,0657                    | 95.885    | 0,1152                |
| 1880/1881 | 130.995        | 230.963     | 0,57                     | 19.696                    | 0,0854                    | 128.364   | 0,1534                |
| 1890      | 328.431        | 280.665     | 1,17                     | 16.077                    | 0,0573                    | 195.253   | 0,0823                |
| 1900      | 1.471.359      | 850.339     | 1,73                     | 37.128                    | 0,0436                    | 307.915   | 0,1206                |
| 1910      | 1.929.746      | 939.413     | 2,05                     | 149867                    | 0,1595                    | 882.189   | 0,1699                |
| 1920      | 3.506.408      | 1.752.411   | 2,00                     | 231.155                   | 0,1319                    | 1.548.168 | 0,1493                |
| 1930      | 11.753.476     | 2.907.354   | 4,04                     | 857.432                   | 0,2929                    | 3.276.171 | 0,2617                |
| 1940      | 16.288.024     | 4.960.538   | 3,28                     | 205.401                   | 0,0414                    | 4.664.813 | 0,0440                |

Brasil voltou a sofrer desequilíbrios em suas contas externas no início da década de 1950, provocados por déficits comerciais elevados, após o relaxamento de controles sobre importação durante a Guerra da Coréia. O crescimento explosivo do déficit em conta corrente consumiu as reservas cambiais, causando uma crise na balança de pagamentos em 1952. Como essas importações eram, em grande parte, financiadas por créditos comerciais, posteriormente rolados por empréstimos de curto e médio prazos, a dívida total externa (pública e privada) dobrou entre 1946 e 1953, alcançando mais de US$ 1 bilhão.
Durante o governo de Juscelino Kubitschek, a política de expansão de serviços de infraestrutura e industrialização, prevista em seu Programa de Metas (1957-1960), ampliou a demanda por importação de bens de capital, que foram financiados em grande parte por meio de empréstimos de fornecedores com garantias do governo.
No final de 1961, a dívida externa total já alcançava o dobro dos níveis de 1955, e a situação da balança de pagamentos continuava crítica.
Jânio Quadros tentou restaurar o equilíbrio das contas externas. Porém, sua renúncia poucos meses após tomar posse renovou as pressões sobre a conta corrente em 1962.
Os problemas econômicos (inflação, baixo crescimento econômico e crise na balança de pagamentos) intensificaram-se durante a curta gestão do presidente João Goulart, interrompida pelo golpe militar de 1964.

### A partir de 1964
Até 1964, as emissões tinham como objetivo o financiamento de projetos específicos.
A política econômica instaurada pelo Golpe Militar de 1964 buscou montar um mercado de títulos públicos de forma estruturada.

#### A dívida interna entre 1964 e 1986
Em 1965, foi estabelecido o Plano de Ação Econômica do Governo (Paeg), o qual tinha como um de seus objetivos a redução das taxas de inflação, que seria viabilizado por meio de uma política monetária restritiva, um ajuste fiscal e um arrocho salarial.
Dentre os objetivos do Paeg, podem-se citar:
1. a obtenção de recursos adicionais para a cobertura dos déficits da União;
2. o estímulo à poupança individual; e
3. a criação de um mercado voluntário para os títulos públicos.

Portanto, adotou uma política voltada à formação de um mercado de títulos públicos mais confiável.
Nesse contexto, cabe destacar a edição das Leis nº 4.357, de 1964, que criou a correção monetária, e nº 4.595, de 1964, que criou o Banco Central do Brasil e o Conselho Monetário Nacional (CMN); e instituiu a reforma bancária.
Dentre as atribuições privativas definidas para o Banco Central, merece destaque aquela descrita no inc. XII do art. 10 da Lei nº 4.595, de 1964: "XII - Efetuar, como instrumento de política monetária, operações de compra e venda de títulos públicos federais".
Até essas reformas, a dívida pública apresentava-se fragmentada sob a forma de uma grande diversidade de títulos públicos, nominativos, emitidos para as mais diversas finalidades e com reduzida credibilidade junto ao público. Além disso, em meados da década de 1960, as taxas de inflação encontravam-se já na casa dos 30% anuais. Esse contexto evidenciava a necessidade de uma completa reformulação da política de endividamento público no Brasil.
As medidas tomadas tinham como meta básica a constituição de um mercado confiável de títulos públicos para viabilizar o financiamento dos déficits públicos e o estabelecimento de uma política monetária que ajudasse a controlar a inflação.
Nessa situação, a principal medida tomada para dar maior segurança aos credores foi a instituição de títulos indexados: Obrigações Reajustáveis do Tesouro Nacional (ORTN's), instituída pela Lei nº 4.357, de 1964 e regulamentada pelo Decreto nº 54.252, de 1964, que tinha como objetivo assegurar os credores contra as perdas decorrentes da inflação (juros reais negativos).
Desse modo, houve maior interesse pela compra de títulos públicos, o que permitiu que a dívida pública interna que, em 1965, representava apenas 0,5% do PIB, em 1969, passasse a representar 4% do PIB. Apesar disso, essas compras ainda eram insuficientes para atender às necessidades de cobertura dos déficits orçamentários, sendo a emissão de moeda ainda necessária para cobrir os déficits orçamentários até 1968, conforme tabela abaixo:
| Ano  | Montante da Dívida em Relação ao PIB | Déficit em relação ao PIB | Emissão Líquida de Títulos em ORTN's em Relação ao PIB | Razão entre Emissão de novos Títulos e Déficit |
| ---- | ------------------------------------ | ------------------------- | ------------------------------------------------------ | ---------------------------------------------- |
| 1964 | 0,2%                                 | 3,2%                      | 0,2%                                                   | 10,3%                                          |
| 1965 | 1,2%                                 | 1,6%                      | 0,9%                                                   | 54,5%                                          |
| 1966 | 2,6%                                 | 1,1%                      | 1,2%                                                   | 132,4%                                         |
| 1967 | 3,5%                                 | 1,7%                      | 0,6%                                                   | 32,3%                                          |
| 1968 | 3,5%                                 | 1,2%                      | 0,1%                                                   | 12,1%                                          |
| 1969 | 4,4%                                 | 0,6%                      | 0,6%                                                   | 235,6%                                         |
| 1970 | 5,8%                                 | 0,4%                      | 1,3%                                                   | 212,9%                                         |
| 1971 | 6,6%                                 | 0,3%                      | 1,3%                                                   | 600,6%                                         |
| 1972 | 8,8%                                 | 0,2%                      | 2,3%                                                   | 1.605,0%                                       |

A partir de 1969, a emissão dos títulos acima do déficit público, tinha como objetivo controlar a inflação (política monetária).
No dia 29 de janeiro de 1970, foi publicado o Decreto-Lei nº 1.079, de 1970, que instituiu as Letras do Tesouro Nacional (LTNs), posteriormente disciplinadas pela Resolução nº 150 do CMN, de 22/07/1970, que seria uma modalidade de título público mais adequada para fins de política monetária.
Nos primeiros anos da década de 1970, teve início a emissão regular de títulos prefixados e a participação das LTNs no total da dívida interna subiu de 5% final de 1970 para 33,6% em 1972, essa participação continuaria a crescer até 1977. As LTNs passaram a serem mais ativamente utilizadas por meio de operações de mercado aberto.
Em 1974, em decorrência do choque do petróleo do final de 1973, a taxa de inflação foram duplicou em relação ao ano anterior. Também houve uma significativa redução das taxas de crescimento para algo em torno de 5% a.a.
Com o aumento da inflação, os investidores voltavam a preferir os títulos indexados (ORTNs).
Desse modo, a participação dos instrumentos prefixados, no montante total da dívida, que havia chegado a 52% em 1977, ao final da década era de 41%, e cairia ainda mais nos anos seguintes.
Na década de 1980, a situação agravou-se em decorrência do segundo choque do petróleo, de 1979.
A partir desse momento, a inflação atingiu a barreira dos três dígitos, e as taxas de crescimento da economia se reduziram até patamares negativos, foi o início da “década perdida”.
Desse modo, durante toda a primeira metade dos anos 1980, os investidores preferiram os títulos indexados (ORTNs).
Ao final de 1983, os títulos indexados (ORTNs), já representavam 96% da dívida pública.
Por outro lado, o prazo médio do vencimento dos títulos, passou de 15 meses em 1972 para 26 meses ao final de 1983.
Nos anos de 1984 e 1985, ocorreu um aumento das taxas de crescimento do PIB, em relação aos anos anteriores, com o país se expandindo a 5,4% e 7,8%, respectivamente. Apesar disso, o déficit público não foi controlado, e houve um aumento da inflação o que levou o governo a implementar uma política monetária restritiva, levando as taxas reais de juros a patamares historicamente altos (em torno de 10% a.a.).
No final de 1985, 96,6% do total da dívida era indexada (ORTNs), enquanto que esse percentual era de 58,8% em 1979.
Além disso, no final de 1985, o prazo médio de vencimento dos títulos era de 10,4 meses, enquanto que em abril de 1983, fora de 31,2 meses.
Entretanto, naquele momento, a relação dívida/PIB era inferior a 10%.

#### A dívida interna entre 1986 e 1990
Em 1986, ocorreu a extinção da Conta Movimento, que possibilitava criação de moeda por parte do Banco do Brasil e era utilizada para o suprimento dos desequilíbrios de fundos do Banco do Brasil pelo Banco Central.
No dia 11 de março de 1986, foi publicado o Decreto nº 92.452, de 1986, que criou a Secretária do Tesouro Nacional.
No dia 13 de junho de 1987, foi publicado o Decreto nº 94.443, de 1987, que determinou que, a partir de 1º de janeiro de 1988, a competência para planejar, supervisionar, normatizar e controlar os serviços de colocação e resgate de títulos da dívida pública mobiliária federal, seria do Ministério da Fazenda, onde essa função ficou a cargo da Secretaria do Tesouro Nacional, que tinas as atribuições de:
1. efetuar o controle físico/financeiro da dívida emitida;
2. determinar os títulos e os volumes das Ofertas Públicas, inclusive elaborando e publicando os editais, em estreito relacionamento com o Banco Central do Brasil; e
3. administrar o limite de colocação dos títulos.

No dia 25 de novembro de 1987, foi publicado o Decreto-Lei nº 2.376, de 1987, que exigiu autorização legislativa o aumento da dívida mobiliária interna da União para cobrir déficit no Orçamento Geral da União.
Existia uma exceção para essa exigência, quando o aumento da dívida tivesse como objetivo atender a parcela do serviço da dívida não incluída no Orçamento Geral da União, desde que referente:
1. aos valores relativos ao principal monetariamente corrigido, se a isto sujeitos; ou
2. aos valores líquidos de colocação, no mercado, acrescidos dos respectivos acessórios, até o limite equivalente à variação do valor de uma Obrigação do Tesouro Nacional - OTN, quando se tratar de títulos não sujeitos a cláusula de correção monetária.

Entretanto, o Parágrafo Único do art. 2º do referido Decreto-Lei, previa que se público não comprasse os títulos emitidos pelo Tesouro Nacional, em valor equivalente ao montante dos que forem resgatados, o Banco Central do Brasil poderia subscrever a parcela comprada, o que permitia a emissão de moeda para socorrer o Tesouro Nacional.
No dia 28 de fevereiro, teve início o Plano Cruzado, o qual decretou o fim da correção monetária e reduziu as taxas reais de juros.
Essas medidas, reduziram a compra de títulos pelo mercado e levaram o Banco Central a absorver as novas emissões de dívida.
Em maio de 1986, para evitar emissões de moeda, o Conselho Monetário Nacional autorizou o Banco Centra a emitir a Letra do Banco Central (LBC), que tinha indexação diária pela taxa Selic e que teve grande aceitação por parte do mercado. Desse modo, a dívida emitida pelo Banco Central passou a representar, nos anos de 1986 e 1987, respectivamente, 68% e 72% do total da dívida interna federal.
Posteriormente, foram criadas as Letras Financeiras do Tesouro (LFTs), que tinham características idênticas às da LBC, mas emitidas pelo Tesouro Nacional e destinadas especificamente para o financiamento dos déficits orçamentários.
Em fevereiro de 1987, foi decretada uma moratória da dívida externa o que elevou a necessidade de financiamento por meio da emissão de títulos da dívida interna.
Com a promulgação da Constituição em 1988, o Banco Central ficou impedido de financiar o governo.
Pela nova sistemática, o Banco Central só poderia adquirir títulos diretamente do Tesouro Nacional em montante equivalente ao principal vencendo em sua carteira.
no dia 5 de maio de 2000, foi publicada a Lei de Responsabilidade Fiscal, que estabeleceu que as colocações para a carteira do Banco Central só poderiam ser efetuadas à taxa média
do leilão realizado, no dia, em mercado.
Em 1988 e 1989 praticamente não houve emissão de Letras do Tesouro Nacional LTNs, que é uma modalidade de Título pré-fixado, predominando a emissão das LFTs.
Apesar da predominância da emissão de título pós-fixados, o prazo médio dos vencimentos continuou reduzido, além disso, o percentual dívida/PIB, alcançou o maior valor registrado até aquela época.

#### A dívida interna entre 1990
Em 15 de março de 1990, a dívida interna representava 15% do PIB, composta quase em sua totalidade por LFTs e com prazo médio de apenas cinco meses.
Além disso, a inflação encontrava-se em níveis superiores a 1.000% ao ano e o déficit primário havia atingido 1% do PIB no ano anterior.
Nesse contexto, no dia 16 de março, foi lançado o Plano Collor que congelou 80% dos ativos financeiros do país.
Desse modo, ocorreu uma troca compulsória da dívida em poder do mercado por outra, retida por 18 meses no Banco Central, rendendo BTN + 6% a.a. Ou seja, o estoque, antes remunerado pela taxa Selic, passou a ser remunerado a uma taxa muito inferior.
A medida causou uma profunda redução na liquidez da economia, de forma que o Banco Central se viu forçado a recomprar as LFTs ainda em poder do mercado.
No primeiro ano do no governo, houve um superávit primário de mais de 4% do PIB.
No final de 1990, com a volta da inflação ascendente, o mercado deixou de comprar os títulos pré-fixados (LTNs), o que fez o Banco Central criar o Bônus do Banco Central (BBC), por meio da Resolução Bacen nº 1.780, de 21/12/1990. Desse modo, nos primeiros meses de 1991, apenas os BBCs eram ofertados ao público.
A partir de setembro de 1991, os valores referentes aos ativos congelados começaram a ser devolvidos, e, a partir de outubro, os recursos para pagá-los eram obtidos com novas emissões de títulos.
No dia 25 de outubro de 1991, foi publicada a Lei nº 8.249, de 1991, que instituiu as Notas do Tesouro Nacional (NTNs), que tiveram diversas séries, de acordo com o indexador utilizado e foram regulamentadas pelo Decreto nº 317, de 1991, publicado no dia 31 de outubro de 1991.
Dentre as NTNs mais comuns, destacavam-se aquelas indexadas:
- ao dólar (NTN-D);
- ao IGP-M (NTN-C) e;
- à TR (NTN-H).

A diversificação dos instrumentos tinha como propósito ampliar a base de investidores, para garantir os recursos para o pagamento das BTN-Es vincendas.
No período entre 1990 e 1993, o país apresentou crescimento médio real negativo de 1,3%.

#### A dívida interna após o Plano Real
Em 1994, foi lançado o Plano Real, que iria controlar a inflação com altas taxas de juros e sobrevalorização da moeda (populismo cambial).
O Brasil praticou a maior taxa de juros do mundo na média do perído entre 1996 e 2002.
Desse modo, na segunda metade da década de 1990, a dívida interna cresceria, em termos reais, à taxa média de 24,8% a.a.
Nos primeiros anos após o Plano Real, o governo conseguiu elevar as emissões de títulos pré-fixados (LTNs), que, aos poucos, passaram a terem maiores prazos. Em 1996, apenas LTNs de seis meses de prazo passaram a ser ofertadas em mercado. No final de 1997, o Tesouro Nacional conseguiu colocar em mercado títulos prefixados com dois anos de prazo. Ao longo desse período, a participação das LTNs no total da dívida pública interna, passou de 1% ao final de 1994, para 27%, em 1996.
Entretanto, após a eclosão da Crise do Sudeste Asiático, em 1997, voltaram a ser ofertadas LTNs de três meses.
O governo resistiu ao lançamento de títulos pós-fixados (LFTs) até a Crise da Rússia de 1998, quando o Tesouro Nacional voltou a emitir esse tipo de título e suspendeu, temporariamente, a emissão de títulos prefixados.
Desse modo, ao final de 1998, os títulos prefixados representariam apenas 2% do total da dívida interna, enquanto os LFTs voltariam a representar quase metade da dívida pública interna.
A partir de 1999, o prazo das LFTs foi aumentado para dois anos, enquanto as LTNs voltaram a ser emitidas com prazos de três e seis meses.
Também a partir de 1999, o governo voltou a emitir títulos indexados a índices de preços (IGP-M), buscando-se a redução na participação de títulos indexados à taxa de
câmbio e à taxa Selic, o que vem acontecendo com sucesso desde 2003.
No final de 2002, a participação de títulos indexados à taxa Selic na dívida interna era de 60,8%, enquanto a participação de prefixados era de apenas 2,2%, e os títulos cambiais representavam 22,4%.
A partir de 2003, o Tesouro Nacional passou:
- a fazer de compras antecipadas de títulos prefixados e de títulos indexados à inflação, como forma de estimular a compra destes pelo mercado;
- emitir NTN-Bs, uma título indexado ao IPCA, que em 2009 representavam parte significativa da composição da dívida pública;
- emitir títulos prefixados mais longos, com pagamentos de cupons periódicos de juros (NTN-Fs);

Em 2004, foi implementada a Conta Investimento, que permitia trocas de investimentos sem pagamento da CPMF e tributação decrescente para títulos de maior prazo de vencimento.
No dia 16, de fevereiro de 2006, foi publicada a Medida Provisória nº 281, de 2006, posteriormente convertida na Lei nº 11.312, 2006, que concedeu a isenção de Imposto de Renda sobre ganhos de capital para investidores estrangeiros que tivessem títulos de investimento com um prazo de vencimento maior.
Em 2007, o Tesouro Nacional emitiu o primeiro título prefixado com prazo de dez anos, a NTN-F 2017.
Em decorrência da crise financeira de 2007, foi observada uma redução na procura pelos títulos prefixados e aumento na participação dos títulos indexados à taxa Selic.
A tabela a seguir apresenta uma série de características da dívida pública entre 2003 e 2008.
| Indicadores                                                 | 2003  | 2004    | 2005    | 2006    | 2007    | 2008    |
| ----------------------------------------------------------- | ----- | ------- | ------- | ------- | ------- | ------- |
| Estoque da dívida interna e externa em mercado (R$ bilhões) | 965,8 | 1.013,9 | 1.157,1 | 1.237,0 | 1.333,8 | 1.397,0 |
| Prazo médio da DPF (em anos)                                | 3,3   | 2,9     | 2,8     | 3,0     | 3,3     | 3,5     |
| % vincendo em 12 meses                                      | 30,7  | 39,3    | 36,3    | 32,4    | 28,2    | 25,4    |
| Participação no estoque da DPF (%)                          |       |         |         |         |         |         |
| Prefixado                                                   | 9,5   | 16,1    | 23,6    | 31,9    | 35,1    | 29,9    |
| Índice de preços                                            | 10,3  | 11,9    | 13,1    | 19,9    | 24,1    | 26,6    |
| Selic                                                       | 46,5  | 45,7    | 43,9    | 33,4    | 30,7    | 32,4    |
| Câmbio                                                      | 32,4  | 24,2    | 17,6    | 12,7    | 8,2     | 9,7     |
| TR e outros                                                 | 1,4   | 2,2     | 1,8     | 2,0     | 1,9     | 1,4     |

Entre 2004 e 2014, o Brasil conseguiu aumentar o montante da dívida contraída com base em títulos com rendimento prefixado.
No início de 2014, 77% da dívida federal era baseada em títulos que davam direito a juros baseados em uma taxa definida previamente ou pela inflação. No final de 2017, esse percentual era de 64%.
A partir de 2014, ocorreu um forte aumento da relação dívida PIB, em decorrência dos déficit primário e redução do PIB observado no período.
No final de 2017, a dívida pública do governo federal brasileiro era calculada em R$ 3,55 trilhões, trata-se de um valor 14% maior, quando comparado com o calculado no final 2016.
Em termos nominais, no final de 2017, a dívida pública federal era quase quatro vezes maior do que era em 2004. Mas em valores corrigidos pela inflação, pode-se dizer que em 2004, o Brasil devia pouco mais de R$ 2,1 trilhões, enquanto que no final de 2017, devia R$ 3,55 trilhões.
No final de 2017, a dívida externa era um pequena parte do total da dívida pública do governo federal.
Segundo projeções do FMI, as contas públicas brasileiras somente deixarão de apresentar déficit primário no 2021 

#### A dívida externa entre 1964 e 1979
Entre 1964 e o choque do petróleo de 1973 a economia internacional vivia uma fase de liquidez abundante, o que facilitava a obtenção de empréstimos externos a juros baixos. Entretanto, após o segundo choque do petróleo, em 1979, houve um substancial aumento das taxas de juros nos Estados Unidos, o que gerou a Crise da Dívida Externa na década de 1980.
A alta de juros gerou moratórias em diversos países, inclusive do Brasil em 1987, que geraram um processo de renegociação que seria resolvido por meio do Plano Brady.
Ao longo da segunda metade da década de 1960, ocorreu um forte aumento dos empréstimos externos. Entre 1964 e 1967, o Brasil foi o quarto maior tomador de empréstimos externos.
Desse modo, a dívida externa registrada (pública e privada), passou de US$ 3,2 bilhões em 1964 para US$ 4,4 bilhões no final de 1969, um aumento de 37,5% em apenas seis anos.
A partir de 1972, o Brasil emitiu títulos no mercado externo.
No período compreendido entre 1965 e 1975, a dívida externa cresceu mais de 400%, passando de US$ 3,9 bilhões para US$ 21,2 bilhões.
A partir de 1973, o endividamento deixaria de ser impulsionador do crescimento para funcionar como um inibidor deste, tendo em vista que as saídas de capitais a título de juros e amortizações já superavam as entradas.
O choque do petróleo de 1973 não reduziu a liquidez internacional, pois a maior parte dos recursos obtidos pelos países exportadores foram depositados em bancos europeus e norte-americanos, que, desse modo, continuaram com recursos para emprestar aos países em desenvolvimento (reciclagem dos petrodólares).
Entre 1974 e 1980 a participação da dívida externa no total da dívida pública, aumentou de 50% para quase 70%.

#### A dívida externa entre 1979 e 1994
Em 1979, a partir do segundo choque do petróleo, houve uma forte elevação dos custos dos empréstimos, em virtude, principalmente, da elevação das taxas de juros promovida pelo Federal Reserve, para conter o aumento nas taxas de inflação nos Estados Unidos. A redução da liquidez internacional conjugada com o aumento das taxas de juros internacionais trouxeram maiores dificuldades na renovação de empréstimos, em um momento em que a balança de pagamentos era prejudicada pela redução das exportações e pelo aumento dos custos com a importação de petróleo.
Em 1981, houve um pequeno superávit na balança de pagamentos. Entretanto, em agosto de 1982, o México decretou moratória de sua dívida externa, o que agravou a situação.
Em 1982, o déficit na balança de pagamentos foi de US$ 8,8 bilhões, a maior até aquela data.
Em setembro de 1982, foram iniciadas conversas com a diretoria do Fundo Monetário Internacional (FMI), que permitiram a negociação de empréstimos-ponte no valor aproximado de US$ 3 bilhões para que fosse possível fechar a balança de pagamentos. 
Nos dois anos que se iniciaram em 6 de janeiro de 1983, foram enviadas sete cartas de intenção ao FMI, todas descumpridas.
Ao longo do período compreendido entre 1983 e 1987, foram realizadas diversas operações de reestruturação da dívida externa brasileira, compreendendo basicamente a manutenção das linhas de crédito de curto prazo e o reescalonamento do principal das dívidas vincendas nos anos seguintes, assim como a entrada de dinheiro novo.
Em 1983 e 1984, ocorreram renegociações para solucionar dos problemas do balanço de pagamentos para aqueles anos.
Em 1985, buscou-se uma proposta de reestruturação plurianual, englobando o período compreendido até 1991.
Entretanto, tais soluções apenas postergavam os problemas, sem resultar em uma solução para os déficits da balança de pagamentos do país, o que levou as reservas internacionais para níveis preocupantes em 1986.
Apesar da redução da restrição externa, verificada a partir de 1984, em decorrência da recuperação da economia dos Estados Unidos, havia uma grande dificuldade dos países em se sujeitarem às políticas recomendadas pelo FMI.
Nesses anos, ganha força na comunidade financeira internacional a tese da “capacidade de pagamento”, segunda a qual, os países deveriam pagar os empréstimos tomados de forma que não fosse comprometida sua capacidade de pagamento, o que era contrários ao receituário do FMI, o qual determinava rigidez tanto nas políticas monetária como fiscal, o que gerava efeitos colaterais negativos.
Em 1985, teve início o Governo Sarney, que preferiu não fazer um acordo com o FMI, temendo que isso pudesse comprometer o crescimento do país.
Nesse contexto, surgiu uma tentativa conciliatória, defendida por James Baker, então Secretário do Tesouro dos Estados Unidos, conhecida como Plano Baker, que se baseava na ideia de que os acordos não deveriam comprometer o crescimento dos países, de modo que cada banco continuasse provendo novos recursos aos países devedores. Entretanto, os bancos preferiram não aumentar sua exposição dos países em dificuldades.
Em fevereiro de 1987, o Brasil, decretou a moratória da dívida externa, que suspendeu os pagamentos de juros sobre a dívida de médio e longo prazos.
Em setembro de 1988, foi assinado acordo pondo fim à moratória, o qual previa a entrada de US$ 5,2 bilhões, o reescalonamento de algumas obrigações de médio e longo prazos, a manutenção das linhas de crédito de curto prazo e a troca de US$ 1,05 bilhão de dívida antiga por títulos (Brazil Investment Bond Exchange Agreement). Apesar disso, por incapacidade de pagamento, ao final de 1988 e em julho de 1989 o país deixou de honrar compromissos externos (sendo uma moratória de fato, porém não declarada).
Nesse período, começou a ser apresentado Plano Brady, idealizado por Nicholas Brady, então Secretário do Tesouro dos Estados Unidos. Diferentemente do que ocorrera com o Plano Baker, o governo dos EUA entraria diretamente nas negociações, para que todos os credores aceitassem os sacrifícios necessários à solução do problema.
O plano previa a troca dos empréstimos anteriores por novos títulos (conhecidos como os Brady Bonds), que poderiam ser negociados posteriormente em mercado, e embutia um alongamento dos prazos e redução do serviço da dívida.
Em 1989, o México foi o primeiro país a assinar um acordo tendo como base o Plano Brady.
Em outubro de 1990, o Brasil iniciou as negociações para obter um resultado semelhante ao do México.
Em 28 de dezembro de 1990, foi publicada a Resolução do Senado Federal nº 82, de 1990, que estabelece condições para a renegociação da dívida externa brasileira. Em paralelo a essas negociações, parte dos pagamentos ainda não efetuados aos credores foi liberada.
No dia 8 de abril de 1991, firmou-se acordo de princípios referente à regularização dos juros devidos e não pagos. Parte desses débitos foram pagos, e outra parte (US$ 7 bilhões) foi trocada por um novo título, emitido pelo governo brasileiro (Interest Due and Unpaid – IDU Bonds), em 20 de novembro de 1992.
No dia 9 de julho de 1992 foi firmado novo acordo de princípios, que ficou conhecido como o Plano Brasileiro de Financiamento de 1992, que foi aprovado pelo Senado Federal por
meio da Resolução nº 98, de 29 de dezembro de 1992.
Em novembro de 1993, foram firmados diversos contratos com os credores com base no Plano Brasileiro de Financiamento de 1992.
No dia 15 de abril de 1994, após finalizada a conciliação dos valores e a distribuição dos títulos entre os credores, teve início à emissão dos "Bradies" brasileiros:
- Discount Bonds;
- Par Bonds;
- Front-Loaded Interest Reduction Bonds;
- Capitalization Bond;
- Debt Conversion Bonds;
- New Money Bonds; e
- Eligible Interest Bonds.

Os acordos também previram a transferência de responsabilidade da dívida externa do Banco Central para a União, que, desse modo, passou a ser a devedora das obrigações externas, propiciando uma maior divisão das tarefas entre as autoridades monetária e fiscal. Entretanto, o Banco Central continuou a atuar como emissor de títulos no mercado externo, mas na condição de agente do Tesouro Nacional. Essa situação continuou até 2005, quando a Secretaria do Tesouro Nacional passou a atuar como a única responsável pela administração da dívida externa mobiliária brasileira.
Deve-se citar também que o acordo previa:
1. a existência de garantias (a serem efetivadas pela compra de títulos do Tesouro dos Estados Unidos) para três dos títulos emitidos; e
2. a possibilidade de o Brasil fazer operações com os novos títulos emitidos.

A tabela a seguir mostra os títulos emitidos no processo de renegociação da dívida externa, iniciado no final dos anos 1980 e terminado na primeira metade da década de 1990. Os dois primeiros instrumentos são aqueles que ficaram conhecidos como Pré-Bradies, enquanto os demais são os Brady Bonds.
| Instrumento                                  | Montante emitido (US$ bilhões) | Data de vencimento |
| -------------------------------------------- | ------------------------------ | ------------------ |
| BIB ou Exit Bond                             | 1,06                           | 15/09/2013         |
| IDU (Interest Due and Unpaid)                | 7,13                           | 01/01/2001         |
| Discount Bond                                | 7,28                           | 15/04/2024         |
| Par Bond                                     | 8,45                           | 15/04/2024         |
| Flirb (Front-Loaded Interest Reduction Bond) | 1,74                           | 15/04/2009         |
| C-Bond                                       | 7,41                           | 15/04/2014         |
| DCB (Debt Conversion Bond)                   | 8,49                           | 15/04/2012         |
| New Money Bond                               | 2,24                           | 15/04/2009         |
| EI (Eligible Interest Bond)                  | 5,63                           | 5/04/2006          |

A referida renegociação possibilitou novas emissões de títulos do tesouro nacional no mercado internacional.

#### A dívida externa a partir de 1994
Tendo em vista que o Plano Real, em sua fase inicial (1994-1999, vide: Desvalorização do real em 1999) era um mecanismo de controle da inflação por meio da paridade Real/Dólar (populismo cambial), que deveria ser mantida apesar de uma balança de pagamentos deficitária, ou seja, uma paridade que deveria ser mantida por meio do ingresso de dólares no país, inclusive, e em grande medida, para comprar títulos da dívida brasileiro, teve início uma nova fase de endividamento externo do país baseada na captação de recursos externos por meio da emissão de títulos no mercado internacional, dessa vez não destinados a projetos específicos como obras de infraestrutura, mas apenas para preservar a referida paridade.
A ocorrência de diversas crises internacionais, forçaram fortes altas de juros no Brasil para manter a referida paridade.
A primeira dessas crises, foi a Crise econômica do México, em dezembro de 1994, que dificultou a emissão de títulos do tesouro nacional no exterior. O Brasil somente conseguiu contornar essa dificuldade a partir de junho de 2015, por meio da emissão de títulos no mercado japonês, essa emissão procura, que permitiu quadruplicar a oferta inicialmente planejada, sem aumento nos custos. Pouco depois, foi realizada uma nova emissão no mercado europeu. Essas duas emissões somadas captaram cerca de US$ 1,7 bilhão, quase esgotando o limite autorizado pelo Senado Federal na época, que era de US$ 2 bilhões.
Em 1996, o Brasil pôde finalmente fazer emissões em dólares, com um prazo de vencimento de cinco anos.
Antes da crise financeira do sudeste asiático, que ocorreu no início do segundo semestre de 1997, o tesouro nacional fez diversas emissões, inclusive uma com títulos com prazo de vencimento de 30 anos, denominados como: "Global 2027". Nessa época, também houve a recompra de "Bradies", no valor de US$ 2,2 bilhões.
Depois ocorreram dificuldade decorrentes da Crise Financeira da Rússia, que estourou em 17 de agosto de 1998, e da Crise econômica da Argentina, que teve seu auge em dezembro de 2001.
A partir de 2003, houve um bom período de estabilidade no cenário internacional.
Em 2005, foi antecipado o pagamento da dívida com o FMI, no valor de US$ 20,4 bilhões.
A partir de 2006, verificou-se uma redução expressiva da necessidade da emissão de títulos pelo tesouro nacional, em decorrência do boom das commodities, que gerou superávit na balança de pagamentos e grande influxo de dólares para investimentos no país, grande parte deles captado por empréstimos externos de empresas brasileiras. A partir desse ano foram realizadas diversas operações de pagamento antecipado da dívida mobiliária federal externa, que chegaram a US$ 35,7 bilhões, que incluíram a recompra antecipada dos "Bradies" remanescentes, no valor de US$ 6,5 bilhões.
Além disso, houve a antecipação do pagamento da dívida contratual com o Clube de Paris no valor de US$ 1,7 bilhão.
Em 2006, ocorreram três emissões de um título em reais, com prazo de 15 anos de vencimento (BRL 2022), no montante R$ 3 bilhões.
Em 2007, ocorreram quatro emissões de um título em reais, com prazo de 20 anos de vencimento (BRL 2028). Desse modo, ao final de 2007, o montante de títulos emitidos em reais era de cerca de R$ 10,2 bilhões.
Em 2007, foram recomprados recomprados US$ 5,4 bilhões de títulos da dívida externa, o que representava 12,2% do montante da dívida externa ao final de 2006.
Em 2008, com a liquidez do mercado reduzida em decorrência da crise financeira iniciada em 2007, as recompras foram reduzidas para o montante de US$ 1,5 bilhão.
Desse modo, em 2009, a participação da dívida externa no total da Dívida Pública Federal em poder do público (o que excluí os títulos recomprados) era inferior a 10%. Além disso, enquanto o montante desta dívida externa era de aproximadamente U$ 60 bilhões, as reservas internacionais superam os U$ 200 bilhões.

## Por ente devedor

### Dívida federal
A Dívida Pública Federal (DPF) tem dois aspectos: os instrumentos usados para sua captação e a moeda na qual é referenciada.

## Estatísticas
- Deficit nominal: Em 2005 = 3,28% do PIB;
- Deficit nominal: Em 2009 = 3,34% do PIB;

| Percentuais da dívida pública em relação ao PIB | Percentuais da dívida pública em relação ao PIB | Percentuais da dívida pública em relação ao PIB | Percentuais da dívida pública em relação ao PIB |
| Ano                                             | Dívida líquida do setor público                 | Dívida líquida do governo (geral)               | Dívida bruta do governo (geral)                 |
| ----------------------------------------------- | ----------------------------------------------- | ----------------------------------------------- | ----------------------------------------------- |
| 2003                                            | 60,0%                                           |                                                 |                                                 |
| 2006                                            | 50,3%                                           |                                                 | 60,0 %                                          |
| 2007                                            | 45,5%                                           | 44,4%                                           | 58,0%                                           |
| 2008                                            | 38,5%                                           | 38,8%                                           | 57,4%                                           |
| 2009                                            | 42,8%                                           | 43,3%                                           | 62,0%                                           |
| 2010                                            | 40,2%                                           | 40,7%                                           | 54,7%                                           |
| 2011                                            | 36,4%                                           |                                                 |                                                 |
| 2012                                            | 35,3%                                           |                                                 |                                                 |
| 2013                                            | 33,8%                                           |                                                 |                                                 |
| 2014                                            | 34,8%                                           |                                                 |                                                 |

- Despesas gerais: no primeiro semestre de 2006 houve um déficit, pois os gastos totais subiram 14%, contra um aumento das receitas de 11%.
- Despesas específicas: com os servidores público do Poder executivo: 4,9% do PIB (2006);
- Dívida pública: 4,25% do PIB (2006)

## Controvérsia sobre a legitimidade da dívida
Segundo Maria Lúcia Fattorelli, auditora aposentada da Receita Federal e fundadora do movimento Auditoria Cidadã da Dívida no Brasil, a dívida pública tem sido um veículo para desviar recursos públicos em direção ao sistema financeiro. Em 2007, Fattorelli foi convidada pelo presidente do Equador, Rafael Correa, para ajudar na identificação e comprovação de diversas ilegalidades na dívida do país. O trabalho reduziu em 70% o estoque da dívida pública equatoriana. 

"Em princípio, não há nada errado no fato de um país, de um estado ou de um município se endividar […] Se o Estado não arrecada o suficiente, em princípio, ele poderia se endividar para o ingresso de recursos para financiar todo o conjunto de obrigações que o Estado tem. Porém, no Brasil, nós estamos emitindo nova dívida para pagar grande parte dos juros. Isso é escândalo, é inconstitucional. Nossa Constituição proíbe o que se chama de anatocismo. Quando você contrata dívida para pagar juros, o que você está fazendo? Você está transformando juros em uma nova divida sobre a qual vão incidir juros. É o tal de juros sobre juros. Isso cria uma bola de neve que gera uma despesa em uma escala exponencial, sem contrapartida, e o Estado não pode fazer isso […] A divida brasileira assumiu um ciclo automático. Ela tem vida própria e se retroalimenta. Quando isso acontece, aquele juros vão virar capital. E, sobre aquele capital, vão incidir novos juros. E os juros seguintes, de novo vão ser transformados em capital. É, por isso, que quando você olha a curva da dívida pública, a reta resultante é exponencial. Está crescendo e está quase na vertical. O problema é que vai explodir a qualquer momento."— Maria Lúcia Fattorelli
Fatorelli explica que o chamado "mercado" (ou seja, os dealers, que são os maiores bancos do mundo ou as 12 instituições financeiras credenciadas para participar dos leilões de títulos da dívida, promovidos pelo Banco Central do Brasil) só aceita novos títulos da dívida pública como pagamento, em vez de receber dinheiro. Isto porque nenhuma aplicação do mundo paga mais do que os títulos da dívida brasileira. Isso eleva a dívida, e a dívida elevada justifica um contínuo processo de privatização do patrimônio do Estado.
Fatorelli critica o grande volume de recursos públicos gastos com amortizações e juros da dívida pública. Nesse contexto, menciona que custo médio da dívida interna em janeiro de 2017 foi de 9,66% quando projetado ao ano e que 39,7% de todo o orçamento executado em 2017, que representa o montante de R$ 986.110.833.381,14, foi destinado ao pagamento de juros e amortizações da dívida pública. Fatorelli também afirma que em dezembro de 2017, o montante da Dívida Interna bruta alcançou R$ 5.094.970.665.512,80, enquanto que a dívida externa bruta, do setor público sonada com a do setor privado (incluídos os empréstimos de multinacionais às suas filiais no Brasil), seria de US$ 550.775.126.164,84.
Segundo Fatorelli, o cálculo da dívida bruta é importante, pois sobre os títulos da dívida brasileira incide uma das maiores taxas de juros do mundo, enquanto que a maior parte de nossas reservas internacionais é aplica em títulos da dívida norte-americana, que têm um rendimento muito menor.